# Tordères
Tordères  est une commune française située dans l'est du département des Pyrénées-Orientales, en région Occitanie. Sur le plan historique et culturel, la commune est dans la région des Aspres, un minusule territoire roussillonnais compris entre les sillons de la Têt au nord et du Tech au sud qui tire son nom de la nature caillouteuse de ses sols.
Exposée à un climat méditerranéen, elle est drainée par la rivière de Passa, l'Ille, la rivière de Tordères, le ruisseau de Caratg et par deux autres cours d'eau. La commune possède un patrimoine naturel remarquable composé d'une zone naturelle d'intérêt écologique, faunistique et floristique.
Tordères est une commune rurale qui compte 186 habitants en 2022, après avoir connu une forte hausse de la population depuis 1968.  Elle fait partie de l'aire d'attraction de Perpignan. Ses habitants sont appelés les Tordérencs ou  Tordérenques.

## Géographie

### Localisation
La commune de Tordères se trouve dans le département des Pyrénées-Orientales, en région Occitanie.
Elle se situe à 19 km à vol d'oiseau de Perpignan, préfecture du département, à 8 km de Céret, sous-préfecture, et à 8 km de Thuir, bureau centralisateur du canton des Aspres dont dépend la commune depuis 2015 pour les élections départementales.
La commune fait en outre partie du bassin de vie de Thuir.
Les communes les plus proches sont : 
Llauro (1,3 km), Montauriol (2,9 km), Fourques (3,3 km), Vivès (3,7 km), Oms (4,9 km), Passa (5,3 km), Terrats (5,7 km), Sainte-Colombe-de-la-Commanderie (6,1 km).
Sur le plan historique et culturel, Tordères fait partie de la région des Aspres. Compris entre les sillons de la Têt au nord et du Tech au sud, ce minuscule territoire roussillonnais tire son nom de la nature caillouteuse de ses sols.

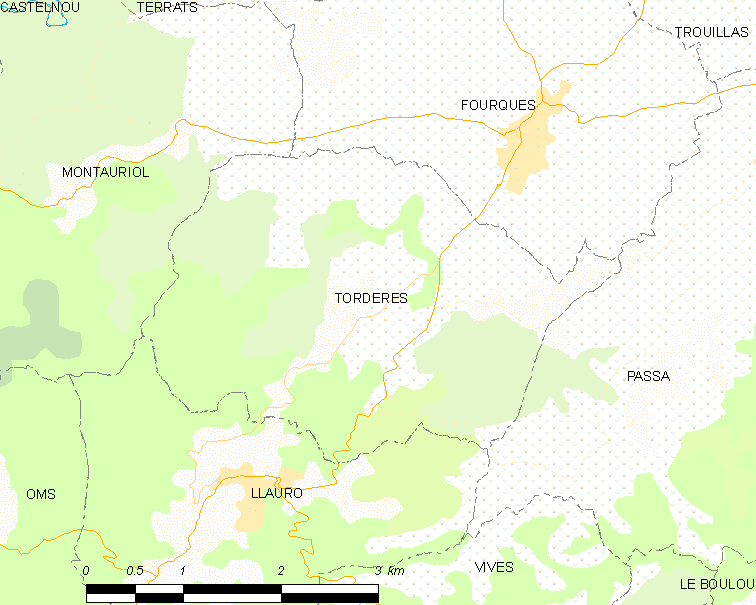
Situation de la commune.

|            | Fourques |       |
| Montauriol | Tordères | Passa |
|            | Llauro   |       |

### Géologie et relief
La superficie de la commune est de 991 hectares.
La commune est boisée. On y trouve essentiellement des chênes-lièges (Tordères fut longtemps un des hauts lieux de la bouchonnerie de l'Aspre). L’Office national des forêts y a également planté une forêt de conifères et d'eucalyptus, la forêt domaniale du Réart (dans laquelle le Réart prend sa source) dont de nombreuses essences ont souffert au cours de l'incendie de 1981, mais qui présente encore cependant de belles variétés d'arbres.
De ses vallonnements à ses pics les plus abrupts (Roc del Quers, 391 m), s'étagent par strates accidentées les vignes, les oliviers et la garrigue.
La commune est classée en zone de sismicité 3, correspondant à une sismicité modérée.

### Hydrographie
Comme tout le reste des Aspres, Tordères subit souvent la sécheresse (faible pluviométrie annuelle). La commune est traversée par de petits ruisseaux, pratiquement toujours secs (sauf au printemps et en automne où ils coulent parfois) tous affluents de la Galcerana : le Caraig (en limite de Montauriol, à l'ouest), la Tordères, le Carbouné et le Lladac, à l'est.

### Climat
Pour des articles plus généraux, voir Climat de l'Occitanie et Climat des Pyrénées-Orientales.
En 2010, le climat de la commune est de type climat méditerranéen franc, selon une étude du CNRS s'appuyant sur une série de données couvrant la période 1971-2000. En 2020, Météo-France publie une typologie des climats de la France métropolitaine dans laquelle la commune est exposée à un climat méditerranéen et est dans une zone de transition entre les régions climatiques « Pyrénées orientales » et « Provence, Languedoc-Roussillon ».
Pour la période 1971-2000, la température annuelle moyenne est de 14,3 °C, avec une amplitude thermique annuelle de 15,2 °C. Le cumul annuel moyen de précipitations est de 721 mm, avec 6,1 jours de précipitations en janvier et 3,9 jours en juillet. Pour la période 1991-2020, la température moyenne annuelle observée sur la station météorologique la plus proche, située sur la commune de Vivès à 4 km à vol d'oiseau, est de 15,8 °C et le cumul annuel moyen de précipitations est de 669,2 mm,. Pour l'avenir, les paramètres climatiques de la commune estimés pour 2050 selon différents scénarios d’émission de gaz à effet de serre sont consultables sur un site dédié publié par Météo-France en novembre 2022.

### Milieux naturels et biodiversité

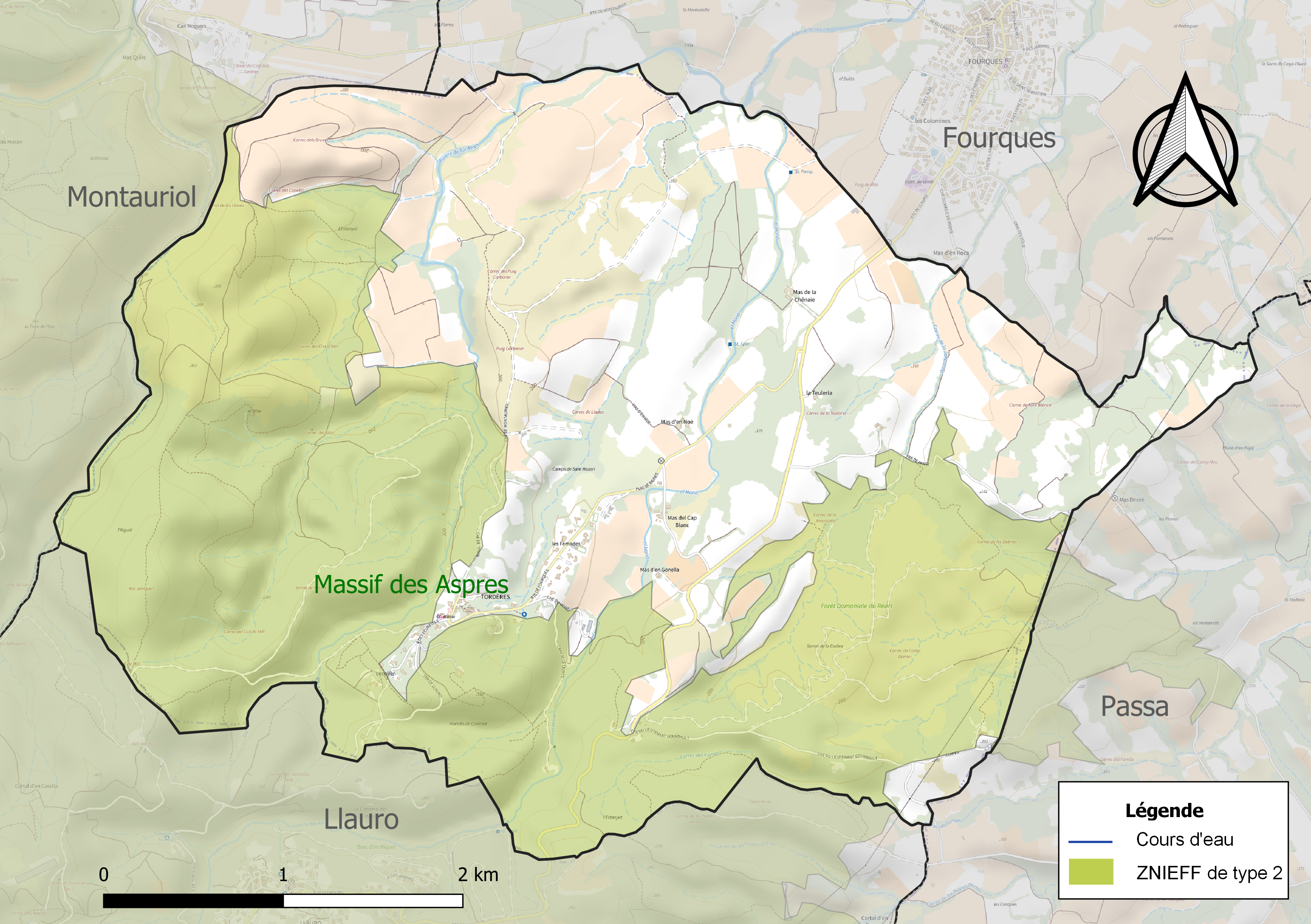
Carte de la ZNIEFF de type 2 localisée sur la commune.

L’inventaire des zones naturelles d'intérêt écologique, faunistique et floristique (ZNIEFF) a pour objectif de réaliser une couverture des zones les plus intéressantes sur le plan écologique, essentiellement dans la perspective d’améliorer la connaissance du patrimoine naturel national et de fournir aux différents décideurs un outil d’aide à la prise en compte de l’environnement dans l’aménagement du territoire.
Une ZNIEFF de type 2 est recensée sur la commune :
le « massif des Aspres » (28 819 ha), couvrant 37 communes du département.

## Urbanisme

### Typologie
Au 1er janvier 2024, Tordères est catégorisée commune rurale à habitat dispersé, selon la nouvelle grille communale de densité à sept niveaux définie par l'Insee en 2022.
Elle est située hors unité urbaine. Par ailleurs la commune fait partie de l'aire d'attraction de Perpignan, dont elle est une commune de la couronne,. Cette aire, qui regroupe 118 communes, est catégorisée dans les aires de 200 000 à moins de 700 000 habitants,.

### Occupation des sols
L'occupation des sols de la commune, telle qu'elle ressort de la base de données européenne d’occupation biophysique des sols Corine Land Cover (CLC), est marquée par l'importance des forêts et milieux semi-naturels (54,2 % en 2018), une proportion sensiblement équivalente à celle de 1990 (54,6 %). La répartition détaillée en 2018 est la suivante : 
cultures permanentes (36,9 %), milieux à végétation arbustive et/ou herbacée (29,3 %), forêts (24,9 %), zones agricoles hétérogènes (8,9 %). L'évolution de l’occupation des sols de la commune et de ses infrastructures peut être observée sur les différentes représentations cartographiques du territoire : la carte de Cassini (XVIIIe siècle), la carte d'état-major (1820-1866) et les cartes ou photos aériennes de l'IGN pour la période actuelle (1950 à aujourd'hui).

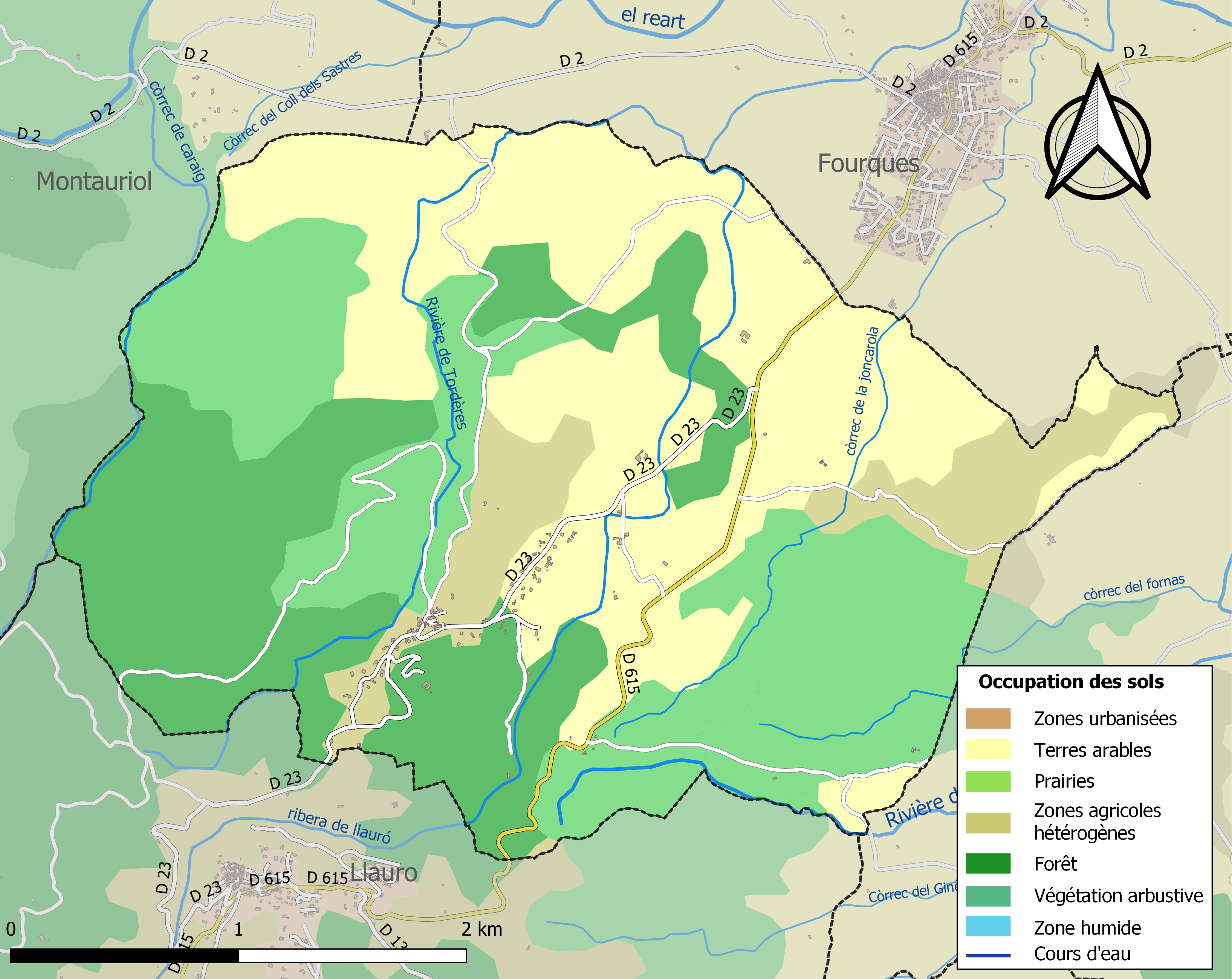
Carte des infrastructures et de l'occupation des sols de la commune en 2018 (CLC).

### Risques majeurs
Le territoire de la commune de Tordères est vulnérable à différents aléas naturels : inondations, climatiques (grand froid ou canicule), feux de forêts, mouvements de terrains et séisme (sismicité modérée),.
Certaines parties du territoire communal sont susceptibles d’être affectées par le risque d’inondation par crue torrentielle de cours d'eau du bassin du Réart.
Les mouvements de terrains susceptibles de se produire sur la commune sont soit des mouvements liés au retrait-gonflement des argiles, soit des glissements de terrains, soit des chutes de blocs. Une cartographie nationale de l'aléa retrait-gonflement des argiles permet de connaître les sols argileux ou marneux susceptibles vis-à-vis de ce phénomène.

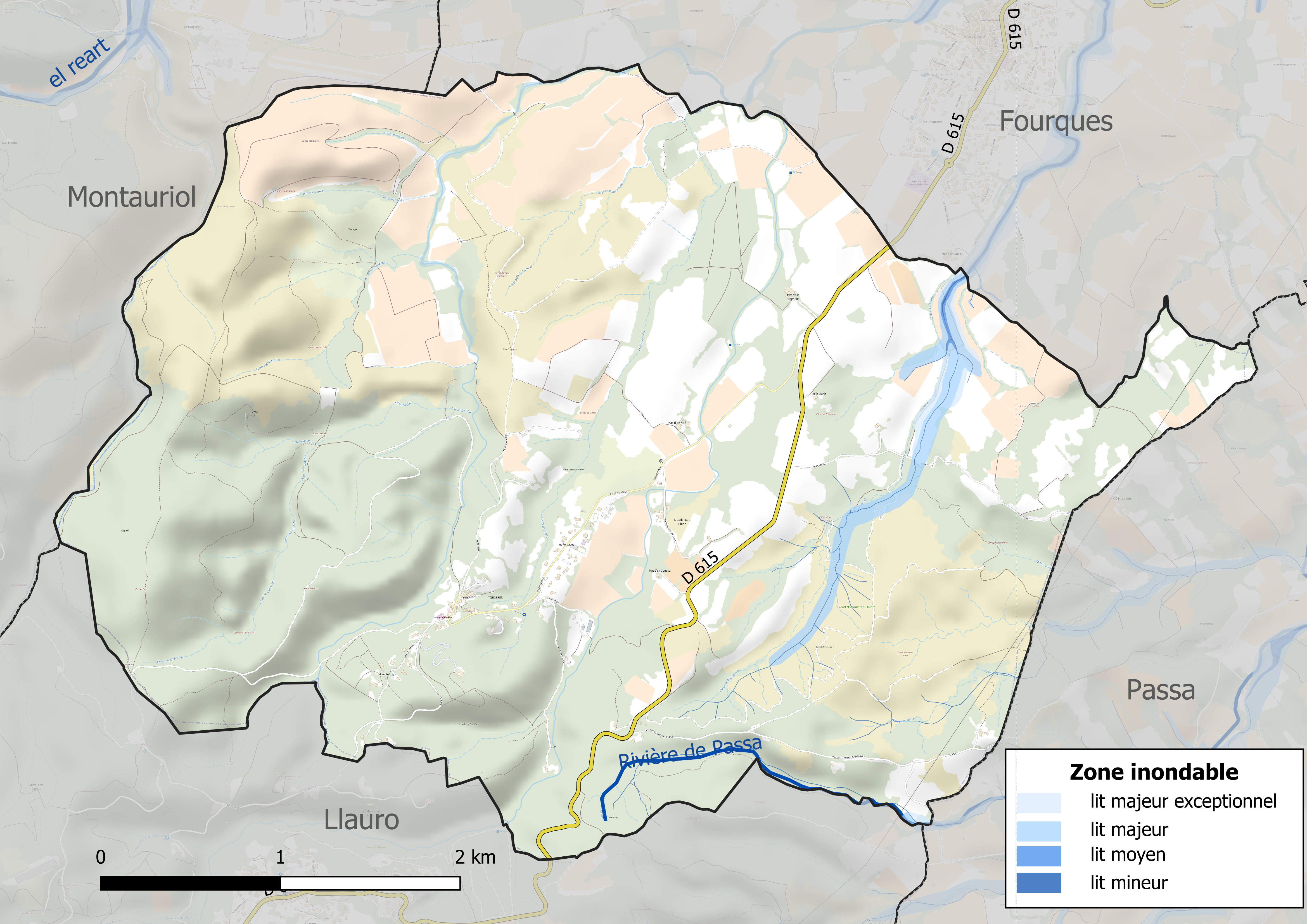
Carte des zones inondables.
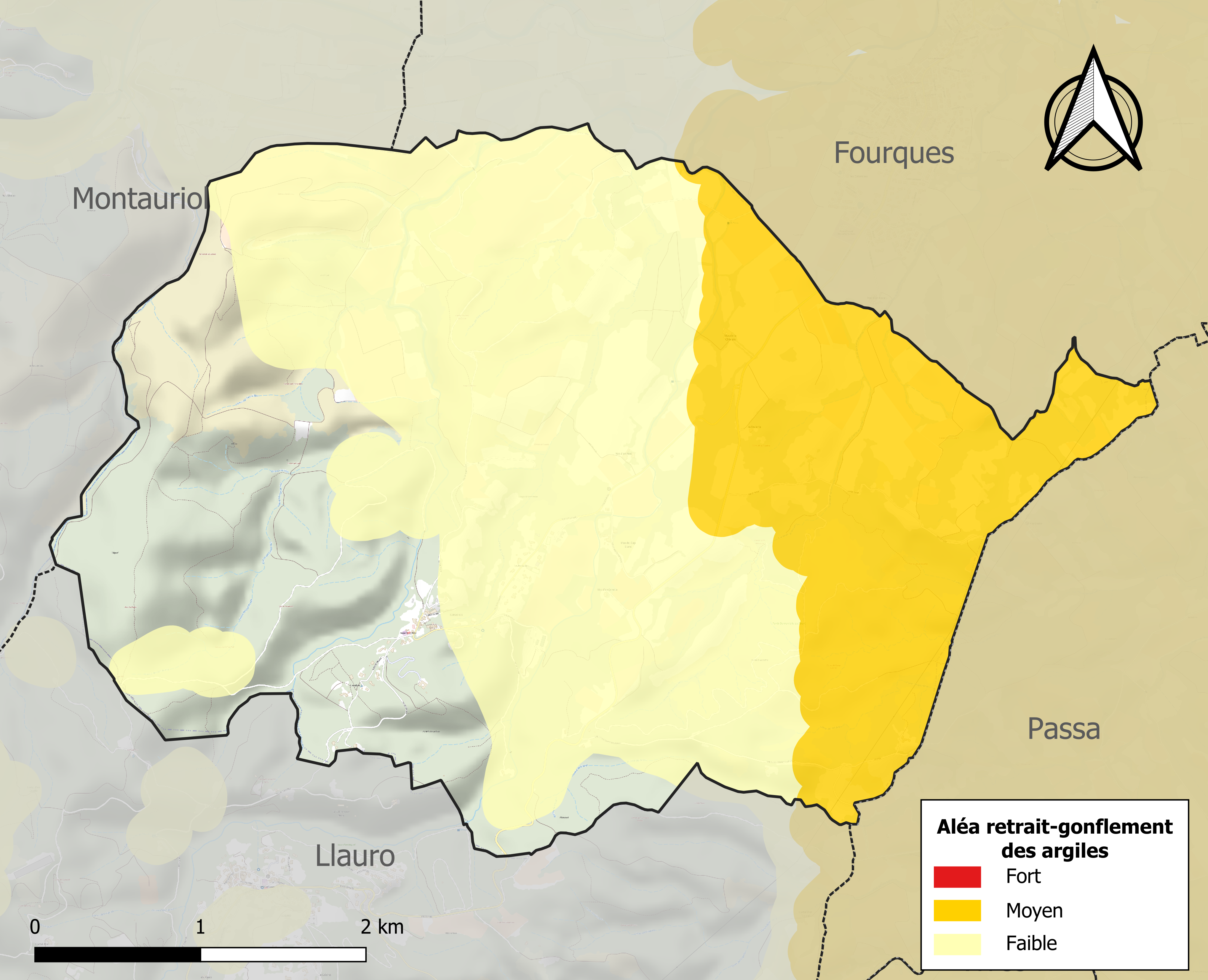
Carte des zones d'aléa retrait-gonflement des argiles.

## Toponymie
En catalan, le nom de la commune est Torderes.
Au VIIIe siècle ou XIXe siècle on trouve la forme latine Villa Tordarias. Une étymologie probable est l'adjonction du suffixe -aria au mot latin Turdus signifiant grive, dans le sens de : lieu giboyeux, où les grives sont abondantes.
Les habitants de Tordères sont nommés les Tordérencs (au féminin, Tordérenques).

## Histoire

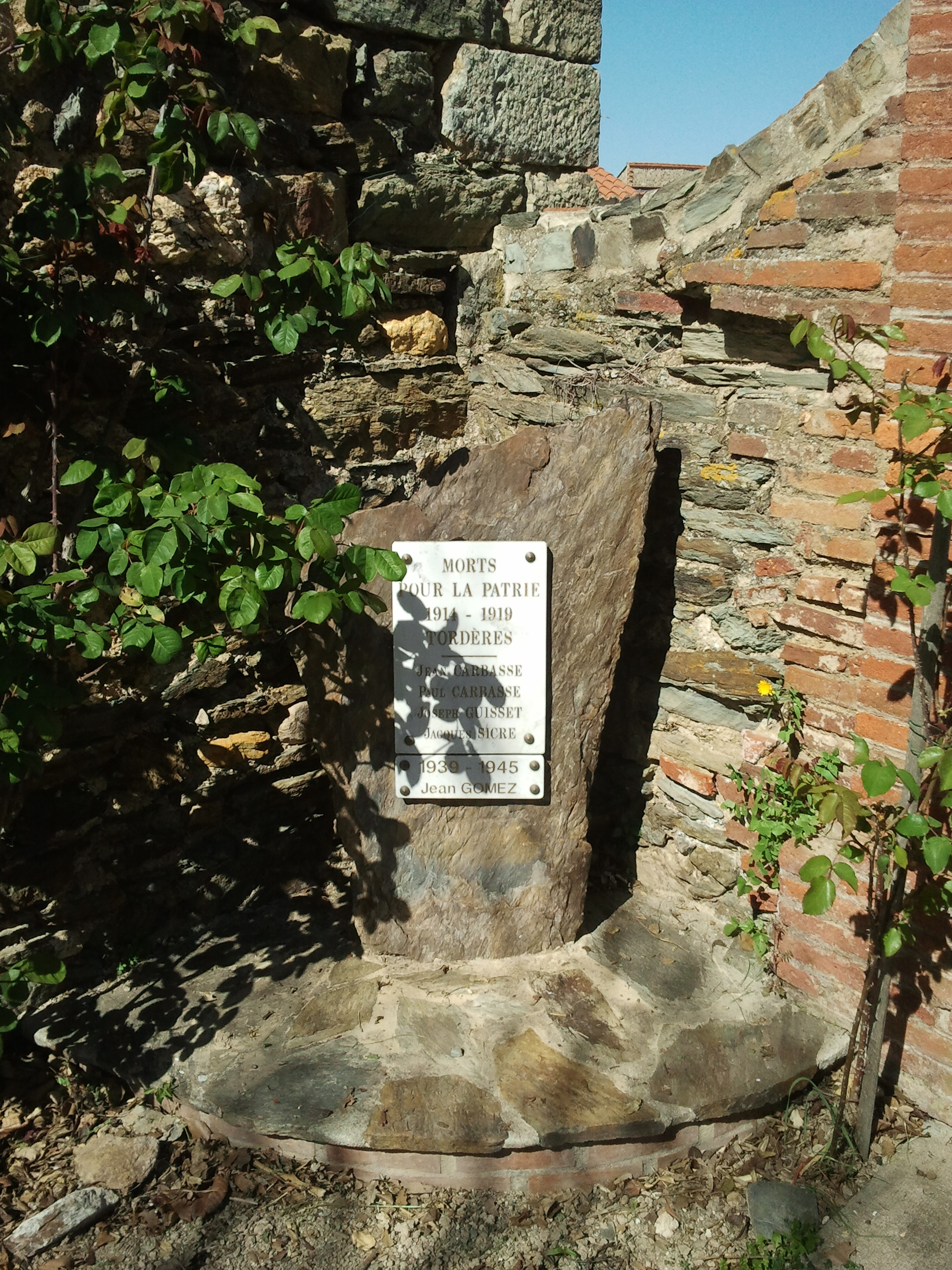
Le monument aux morts

Même si on ne trouve sur son territoire, ni dolmens, ni menhirs, Tordères semble avoir été un lieu d'habitat pour les hommes du néolithique.
Comme le reste des Aspres, entre le VIIe et le Ve siècle av. J.-C., Tordères a été occupé par les Ibères et les Ligures, puis les Celtes et les Romains. La commune voisine de Llauro possédait une grosse mine de fer et Tordères se trouvait ainsi sur une des routes du fer du département. Cela générait beaucoup de circulation à travers les collines, celle des marchands, des mineurs, etc., qui allaient et venaient entre la mine de Llauro et la Via Illiberis.
Le village est mentionné pour la première fois en 899 (villa Tordarias). À cette époque, le village est la propriété  d’un certain Esteve et de son épouse Anna (qui possédaient aussi des biens à Llauro). Le texte fait mention de l'église, alors dédiée à saint Martin. En 927, l’église d’Elne et son évêque Guadall achètent une moitié du territoire de Tordères à Ató, le fils d'Estève et Anna qui en a hérité; l'autre moitié demeure propriété de sa sœur. Cette seconde moitié, puis l’ensemble du territoire, sont ensuite cédés à l’abbaye d’Arles, qui conservera la seigneurie de Tordères jusqu’à la fin de l’Ancien Régime.
Tordères fusionne avec Llauro et Passa par arrêté préfectoral du 21 février 1973 pour former la commune de Passa-Llauro-Tordères. Ces trois communes ont été rétablies en 1989.

## Politique et administration

### Canton
En 1790, la commune de Tordères est intégrée dans le canton de Thuir, dont elle fait toujours partie lors de sa brève fusion dans la commune de Passa-Llauro-Tordères et dont elle fait encore partie après avoir retrouvé son indépendance en 1989,.
À compter des élections départementales de 2015, la commune est incluse dans le nouveau canton des Aspres.

### Liste des maires

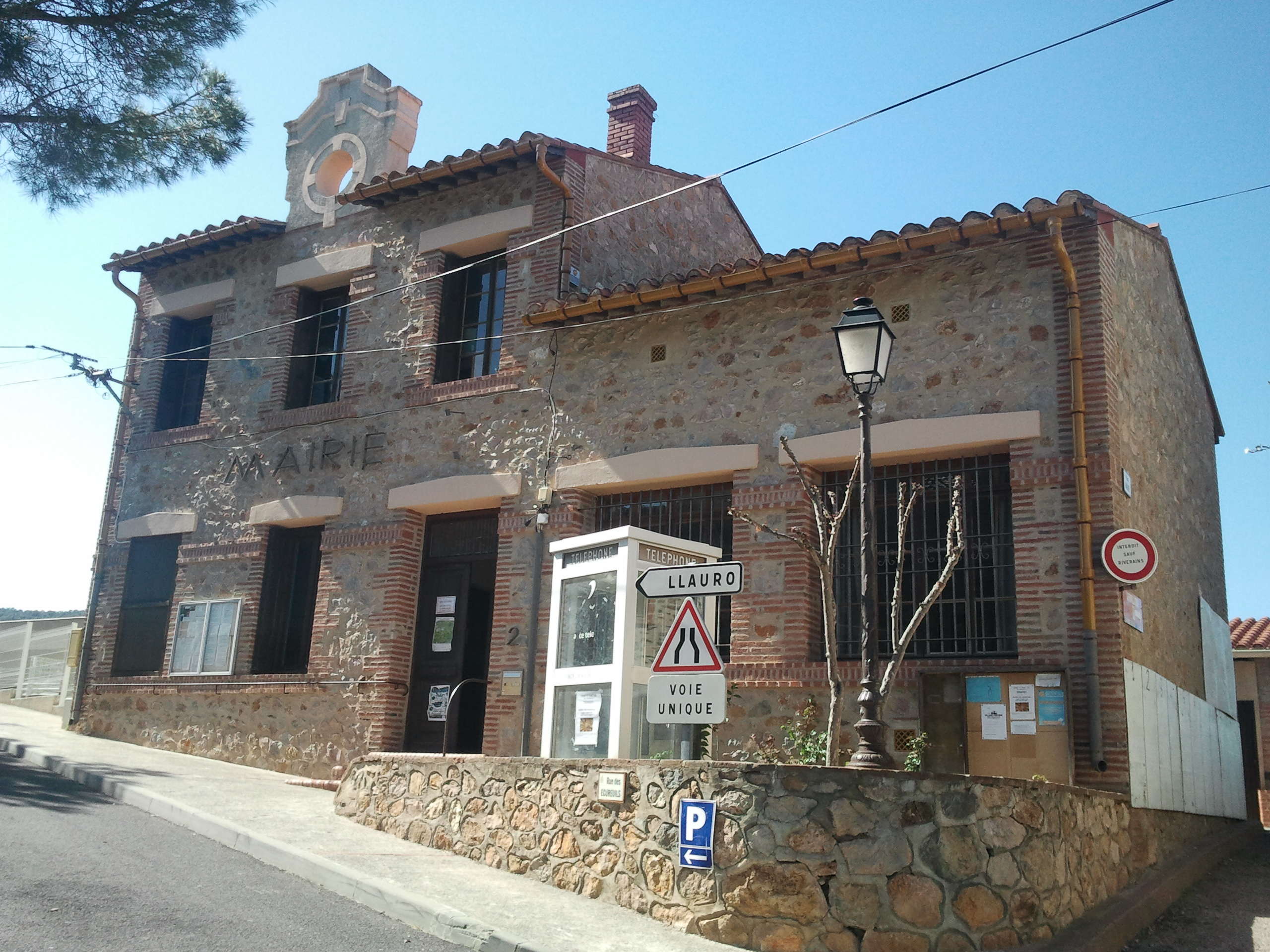
La mairie

| Période                                  | Période  | Identité                  | Étiquette | Qualité |
| ---------------------------------------- | -------- | ------------------------- | --------- | ------- |
| Les données manquantes sont à compléter. |          |                           |           |         |
| ...                                      | ...      | Jean Madern               | ..        | ..      |
| ...                                      | 1930     | Benjamin Achille Carbasse | ..        | ..      |
| 1930                                     | 1942     | François Olive            | ..        | ..      |
| 1942                                     | 1944     | François Olive            | ..        | ..      |
| 1945                                     | 1954     | Pierre Carbasse           | ..        | ..      |
| 1954                                     | 1959     | Pierre Siné               | ..        | ..      |
| 1959                                     | 1990     | Joseph Noé                | ..        | ..      |
| 1990                                     | 2001     | Albert Saint-Upéry        | ..        | ..      |
| 2001                                     | 2008     | Dominique Blanc           | ..        | ..      |
| 2008, réélue en 2014                     | En cours | Maya Lesné                | ..        | ..      |

## Population et société

### Démographie ancienne
La population est exprimée en nombre de feux (f) ou d'habitants (H).
| 1358 | 1365 | 1378 | 1424 | 1643 | 1720 | 1730 | 1767  | 1789 |
| ---- | ---- | ---- | ---- | ---- | ---- | ---- | ----- | ---- |
| 20 f | 19 f | 14 f | 14 f | 10 f | 15 f | 19 f | 114 H | 20 f |

Note :
- 1515 : comptée avec Fourques.

### Démographie contemporaine
L'évolution du nombre d'habitants est connue à travers les recensements de la population effectués dans la commune depuis 1793. Pour les communes de moins de 10 000 habitants, une enquête de recensement portant sur toute la population est réalisée tous les cinq ans, les populations de référence des années intermédiaires étant quant à elles estimées par interpolation ou extrapolation. Pour la commune, le premier recensement exhaustif entrant dans le cadre du nouveau dispositif a été réalisé en 2008.

En 2022, la commune comptait 186 habitants, en évolution de +17,72 % par rapport à 2016 (Pyrénées-Orientales : +3,92 %, France hors Mayotte : +2,11 %).
| 1793 | 1800 | 1806 | 1821 | 1831 | 1836 | 1841 | 1846 | 1851 |
| ---- | ---- | ---- | ---- | ---- | ---- | ---- | ---- | ---- |
| 115  | 123  | 130  | 132  | 141  | 143  | 143  | 144  | 107  |

| 1856 | 1861 | 1866 | 1872 | 1876 | 1881 | 1886 | 1891 | 1896 |
| ---- | ---- | ---- | ---- | ---- | ---- | ---- | ---- | ---- |
| 98   | 99   | 82   | 85   | 103  | 97   | 95   | 104  | 103  |

| 1901 | 1906 | 1911 | 1921 | 1926 | 1931 | 1936 | 1946 | 1954 |
| ---- | ---- | ---- | ---- | ---- | ---- | ---- | ---- | ---- |
| 78   | 73   | 76   | 94   | 97   | 94   | 86   | 71   | 63   |

| 1962 | 1968 | 1990 | 1999 | 2006 | 2008 | 2013 | 2018 | 2022 |
| ---- | ---- | ---- | ---- | ---- | ---- | ---- | ---- | ---- |
| 63   | 60   | 75   | 145  | 168  | 174  | 163  | 172  | 186  |

Pour 1975 et 1982 : 
| selon la population municipale des années : | 1968 | 1975 | 1982 | 1990 | 1999 | 2006 | 2009 | 2013 |
| Rang de la commune dans le département      | 215  |      |      | 184  | 153  | 153  | 152  | 156  |
| Nombre de communes du département           | 232  | 217  | 220  | 225  | 226  | 226  | 226  | 226  |

### Enseignement

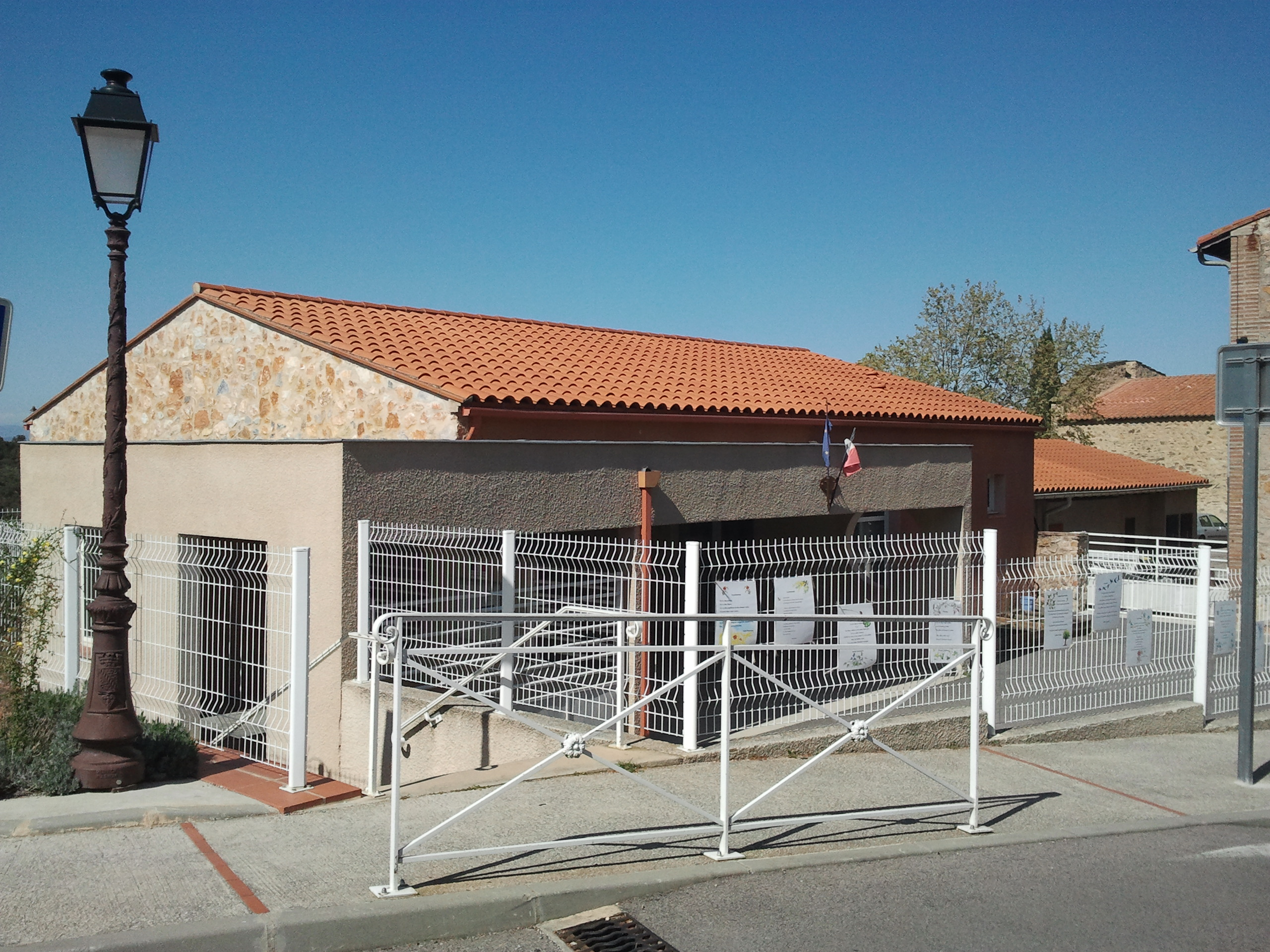
L'école

Tordères dispose sur son territoire d'une école élémentaire publique (13 élèves en 2014).

### Manifestations culturelles et festivités
- Fête patronale : 28 juillet[37].

## Économie

### Revenus
En 2018, la commune compte 64 ménages fiscaux, regroupant 158 personnes. La médiane du revenu disponible par unité de consommation est de 19 510 € (19 350 € dans le département).

### Emploi
|                | 2008   | 2013   | 2018   |
| -------------- | ------ | ------ | ------ |
| Commune        | 8,9 %  | 15,4 % | 16,1 % |
| Département    | 10,3 % | 12,9 % | 13,3 % |
| France entière | 8,3 %  | 10 %   | 10 %   |

En 2018, la population âgée de 15 à 64 ans s'élève à 112 personnes, parmi lesquelles on compte 75,9 % d'actifs (59,8 % ayant un emploi et 16,1 % de chômeurs) et 24,1 % d'inactifs,. En  2018, le taux de chômage communal (au sens du recensement) des 15-64 ans est supérieur à celui de la France et du département, alors qu'il était inférieur à celui du département en 2008.
La commune fait partie de la couronne de l'aire d'attraction de Perpignan, du fait qu'au moins 15 % des actifs travaillent dans le pôle,. Elle compte 77 emplois en 2018, contre 49 en 2013 et 69 en 2008. Le nombre d'actifs ayant un emploi résidant dans la commune est de 68, soit un indicateur de concentration d'emploi de 112,9 % et un taux d'activité parmi les 15 ans ou plus de 61 %.
Sur ces 68 actifs de 15 ans ou plus ayant un emploi, 19 travaillent dans la commune, soit 28 % des habitants. Pour se rendre au travail, 76,5 % des habitants utilisent un véhicule personnel ou de fonction à quatre roues, 4,4 % les transports en commun, 7,4 % s'y rendent en deux-roues, à vélo ou à pied et 11,8 % n'ont pas besoin de transport (travail au domicile).

### Activités hors agriculture

#### Secteurs d'activités
13 établissements sont implantés  à Tordères au 31 décembre 2019.
Le secteur du commerce de gros et de détail, des transports, de l'hébergement et de la restauration est prépondérant sur la commune puisqu'il représente 38,5 % du nombre total d'établissements de la commune (5 sur les 13 entreprises implantées  à Tordères), contre 30,5 % au niveau départemental.

### Agriculture
|               | 1988 | 2000 | 2010 | 2020 |
| ------------- | ---- | ---- | ---- | ---- |
| Exploitations | 0    | 4    | 5    | 7    |
| SAU (ha)      | 0    | 509  | 283  | 258  |

La commune est dans la « plaine du Roussillon », une petite région agricole occupant la bande côtière et une grande partie centrale du département des Pyrénées-Orientales. En 2020, l'orientation technico-économique de l'agriculture  sur la commune est la culture de fruits ou d'autres cultures permanentes. Sept exploitations agricoles ayant leur siège dans la commune sont dénombrées lors du recensement agricole de 2020 (aucune  en 1988). La superficie agricole utilisée est de 258 ha,,.

## Culture locale et patrimoine

### Monuments et lieux touristiques

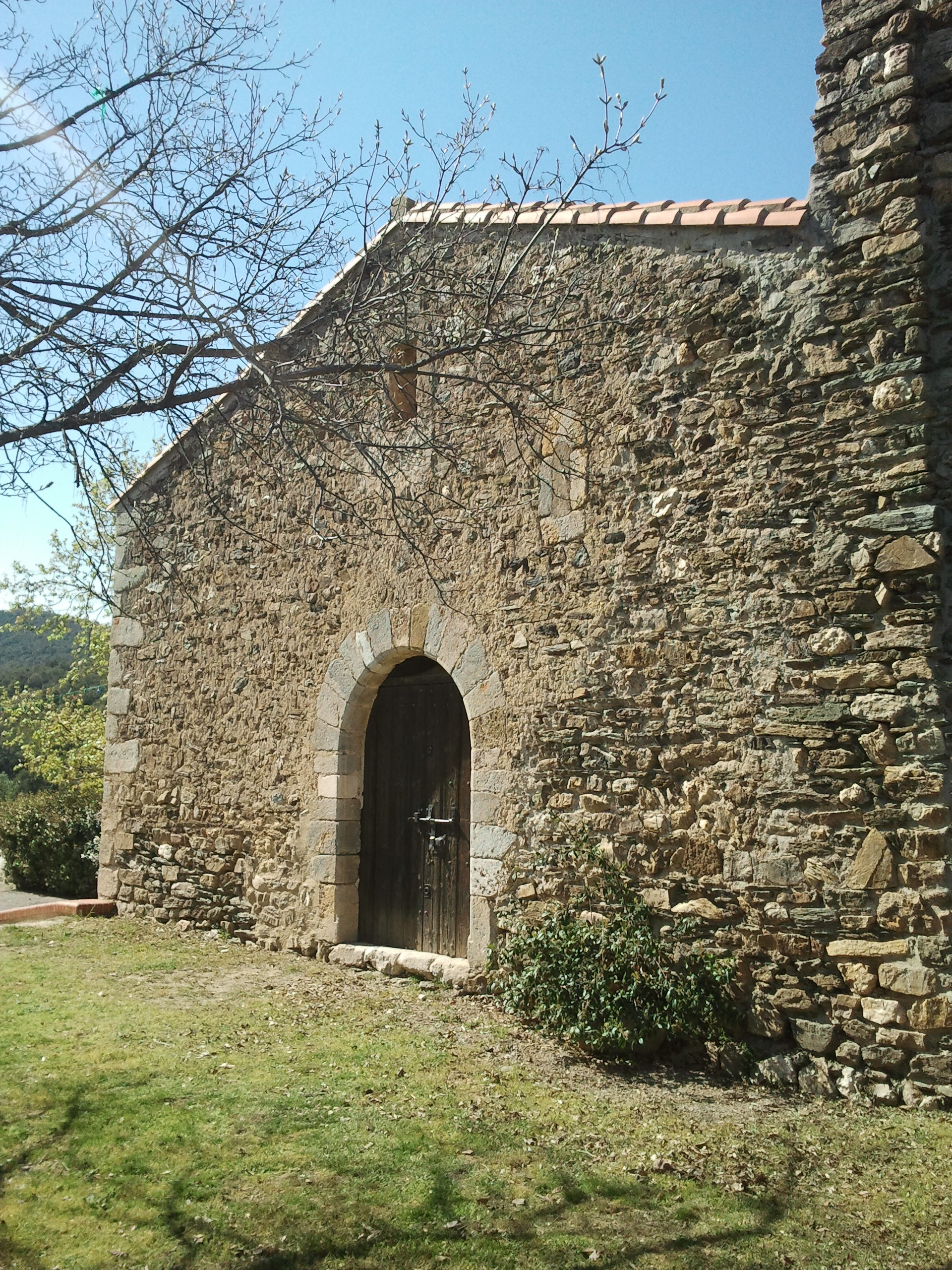
L'église Saint-Nazaire

L’église Saint-Nazaire, située dans la rue principale du village, est un édifice d'origine romane, pour sa partie la plus ancienne, et remanié au XVIe et XVIIe siècles.